# Mouquim
Mouquim ist ein Ort und eine ehemalige Gemeinde (Freguesia) im Norden Portugals.
Mouquim gehört zum Kreis Vila Nova de Famalicão im Distrikt Braga. Die Gemeinde hatte eine Fläche von 3,9 km² und 1261 Einwohner (Stand 30. Juni 2011).
Am 29. September 2013 wurden die Gemeinden Mouquim, Jesufrei und Lemenhe zur neuen Gemeinde União das Freguesias de Lemenhe, Mouquim e Jesufrei zusammengeschlossen.